# Campo de Coia
Le Campo de Coia est un stade de football, situé à Vigo en Espagne, ouvert en 1908 et fermé en 1928.

## Histoire
Le Campo de Coia abrite les matchs du Real Vigo Sporting Club de 1908 à 1923, club qui fusionne avec un autre pour devenir le Celta de Vigo, qui jouera dans cette enceinte jusqu'en 1928.
Le 14 mai 1922, le stade accueille la finale de la Coupe d'Espagne, qui voit la victoire du FC Barcelone face au Real Unión Irun (5-1).
En décembre 1928, le stade ferme et est ensuite démoli, et le Celta de Vigo part au stade Balaídos, tout juste inauguré.
Aujourd'hui, un Toys “R” Us, une aire résidentielle et un parc son installés Sur l'ancien site du Campo de Coia.